# هاو وي
هاو وي (بالصينية: 郝伟) هو لاعب كرة قدم ومدرب كرة قدم صيني في مركز الدفاع، ولد في 27 ديسمبر 1976 في زيبو في الصين. شارك مع منتخب الصين لكرة القدم. أما مع النوادي، فقد لعب مع شاندونغ لونينغ وغوانغجو إفرغراند تاوباو ونادي بكين سينوبو غوان ونادي غوانغجو آر أند إف.

## وصلات خارجية
- هاو وي على موقع الاتحاد الدولي (مؤرشف)  (الإنجليزية)
- هاو وي على موقع الاتحاد الأوربي (الإنجليزية)
- هاو وي على موقع قاعدة بيانات كرة القدم.إي يو (الإنجليزية)
- هاو وي على موقع ناشيونال فوتبول تيمز (الإنجليزية)
- هاو وي على موقع Soccerway.com (الإنجليزية)
- هاو وي على موقع اللجنة الأولمبية الصينية (الإنجليزية)